# チャンプロード
『チャンプロード』とは、株式会社笠倉出版社が出版していた暴走族向け自動車雑誌・オートバイ雑誌。
キャッチフレーズは「皆んなが主役だ!! BARI×2チューニングMAGAZINE」。1987年創刊。
暴走族が衰退したため、2016年11月26日発売号をもって休刊。

## 概要
当初は『劇画麻雀時代』の雑誌コードを利用した増刊号扱いで発行され、1987年9月号として創刊された。主に暴走族（2000年代以降は旧車會）の活動実態を取り上げているほか、犯罪・暴走行為によって摘発されて少年院に収容された経験を持つ人の手記や、刺青師を取材した記事、仲間と撮った中学、高校の卒業写真や引退式の写真を自慢するコーナー、バイクの改造・整備を題材とした連載漫画、様々な読者から寄せられた手記をもとにした連載漫画などを掲載している。イメージキャラクターは｢暴ヤン君｣、それ以前のイメージキャラクターは｢チャンプロードラゴン｣であった。
誌面のほとんどを読者投稿による文章・写真が占め、編集部の独自企画による記事はほぼゼロに近い（読者投稿の補足取材を行う程度）。こうした誌面構成から毎号約250ページ程度のページ数がありながら、2012年時点での編集体制は、編集長と3人の編集部員、4人の外部ライターまで含めても総勢8人という状況で雑誌を編集している。
掲載されている広告は改造パーツや衣装（主に改造制服や特攻服）の販売店や刺青師、ホストクラブの求人や出会い系サイト、精力剤の広告など本文の内容に関連するものが目立つ。そのため、現役の暴走族やヤンキー、元ヤンキーを主たる読者とする雑誌と位置づけられているが、当然ヤンキー（不良少年）以外の読者もいる。社会学的な研究対象としての用途は一定数ある。
しかし末期にはヤンキー（不良少年）の減少やスタイルの変化、暴走族の高齢化など、この雑誌を取り巻く環境は変化していた。その一方で当時ヤンキーに憧れていた小学生・中学生からの投稿が増加しており、その影響で暴走族をまねた改造自転車チームなどを取り上げるケースも増えていた。
末期は巻頭で旧車會のチームを紹介する記事が多かった。サーキットでのイベントも開催していた。
ディースリー・パブリッシャーから発売のレースゲーム『族車キング』シリーズの制作に協力している。
かつては『ライダーコミック』（辰巳出版）、『ヤングオート』（芸文社）、『ティーンズロード』（ミリオン出版）等のライバル雑誌も存在した。
創刊号から国立国会図書館に納本されているため、閲覧自体は可能であるが、増刊号は一部を除き多くは蔵書されていない。また出版元の笠倉出版社にも全ては保管されていない。
本誌の増刊号として、長期連載漫画作品の一つである｢青春交差点｣の特別編集号、『月刊ヤンママコミック』『U-BOY-遊ボーイ』『俺たち皆んな街道レーサー』『グランドチャンプロード』『グラチャン』『ジュニアチャンプロード』『我ら旧単車會』『旧車會チャンプ』『旧車會HYPERチャンプ』『旧車會チャンプFANTASTIC』などがあり、紙媒体の他にチャンプロード特別編集のビデオシリーズも存在した。現在でも主に旧車會を扱ったDVDを製作､発売している。
2016年11月26日発売号をもって休刊が発表された。

## 有害指定
出版社の公式な見解は出してなかったが、犯罪行為を推奨したり、犯罪行為の当事者となった人を賞賛したりするような記述も、チャンプロードには含まれていた。ただし当時、発行や販売は、特に支障なく行われていた。日本国憲法が保障している言論の自由を理解するにあたっての具体例として捉えられることもある。その一方で、2007年4月に静岡県において静岡県青少年のための良好な環境整備に関する条例に基づく有害図書類と指定される。また、秋田県・福島県・茨城県・愛知県においても有害図書に指定されている。

## 配信
2017年1月25日、ゲームアプリ『暴走列伝 単車の虎』内にて、チャンプロード紙面企画を「チャンプロード×単車の虎」として無料配信を開始した。

## 編集部ビル侵入・放火事件
1997年2月13日未明に編集部の入っているビルに賊が侵入し、窃盗被害はなかったものの、犯人の放火によりビル3階部分が全焼し4階の編集部もススまみれになったため、一時編集部を移転する事件があった。